# Nado sincronizado nos Jogos Pan-Americanos de 1991
As competições de nado sincronizado nos Jogos Pan-Americanos de 1991 foram realizadas em Havana, Cuba. Esta foi a oitava edição do esporte nos Jogos Pan-Americanos. 

## Individual
| POSIÇÃO | NADADORA                 | PONTOS  |
| ------- | ------------------------ | ------- |
|         | Becky Dyroen (USA)       | 181.372 |
|         | María Elena Giusti (VEN) | 180.022 |
|         | Sonia Cárdeñas (MEX)     | 176.625 |

## Dueto
| POSIÇÃO | NADADORAS                              | PONTOS  |
| ------- | -------------------------------------- | ------- |
|         | Tia Harding & Diana Ulrich (USA)       | 177.994 |
|         | Sonia Cárdeñas & Lourdes Olivera (MEX) | 174.936 |
|         | Julie Bibby & Corinne Keddie (CAN)     | 174.452 |

## Equipes
| POSIÇÃO | NAÇÃO              | PONTOS  |
| ------- | ------------------ | ------- |
|         | USA Estados Unidos | 177.646 |
|         | CAN Canadá         | 176.407 |
|         | CUB Cuba           | 171.775 |

## Quadro de medalhas
| Posição | Nação              |   |   |   | Total |
| ------- | ------------------ | - | - | - | ----- |
| 1       | USA Estados Unidos | 3 | 0 | 0 | 3     |
| 2       | CAN Canadá         | 0 | 1 | 1 | 2     |
|         | MEX México         | 0 | 1 | 1 | 2     |
| 4       | VEN Venezuela      | 0 | 1 | 0 | 1     |
| 5       | CUB Cuba           | 0 | 0 | 1 | 1     |
| Total   | Total              | 3 | 3 | 3 | 9     |